# Těžba na Moravě

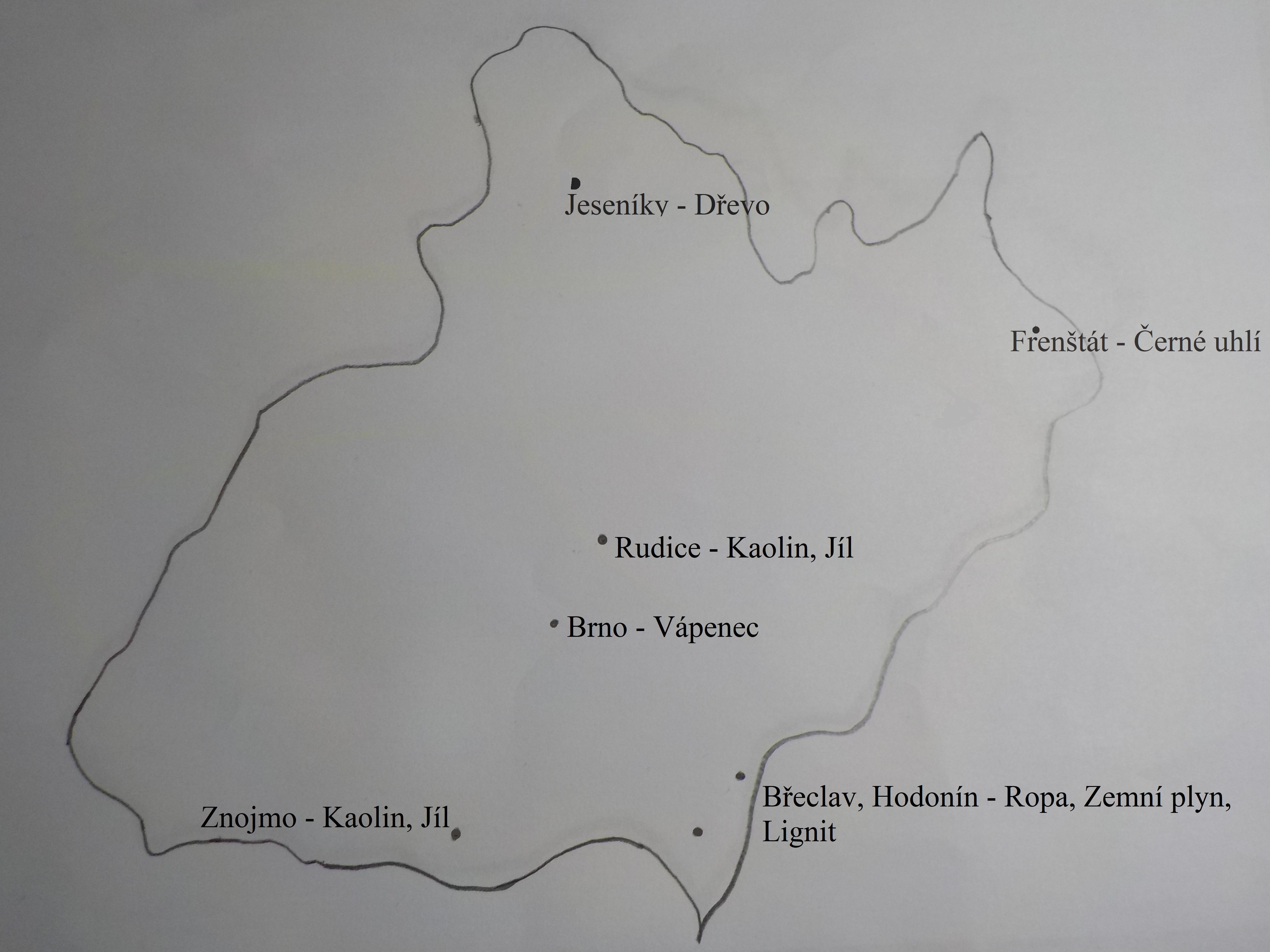
Poloha surovin nacházejících se na území Moravy na mapě

Těžba na Moravě je těžba nerostných i obnovitelných surovin na území Moravy.

## Nerostné suroviny

### Ropa a zemní plyn
Kolem Hodonína a Břeclavi se nachází jediná ložiska ropy a zemního plynu. První těžba probíhala od roku 1919. V roce 2017 bylo nalezeno nové velké ložisko ropy i zemního plynu.

### Černé uhlí
Na Moravě se nachází důl Frenštát, který nefunguje, je zakonzervován. Důl je poblíž obce Frenštát pod Radhoštěm. Nachází se v něm ještě asi 1,6 miliardy tun uhlí. Dříve se nacházelo uhlí i na Brněnsku, ale již bylo vytěženo. Šlo o Rosicko-oslavanský uhelný revír, těžba byla ukončena v r. 1992. 

### Vápenec
Kolem CHKO Moravský kras se těží vápenec. Jsou zde dva lomy - Líšeň a Ochoz. Oba lomy provozuje Kalcit s.r.o. Dříve se uvažovalo i o těžbě mramoru v Moravském krasu (mezi Křtinami a Březinou), ale Český báňský úřad řízení v roce 2014 zastavil.

### Lignit
V Jihomoravském kraji v oblasti s těžbou ropy a zemního plynu se v menším těží i lignit (lignit je méně kvalitní druh hnědého uhlí). Je to jediné těžené ložisko lignitu v ČR. Ročně se vytěží 416 tisíc tun.

### Kaolin a jíl

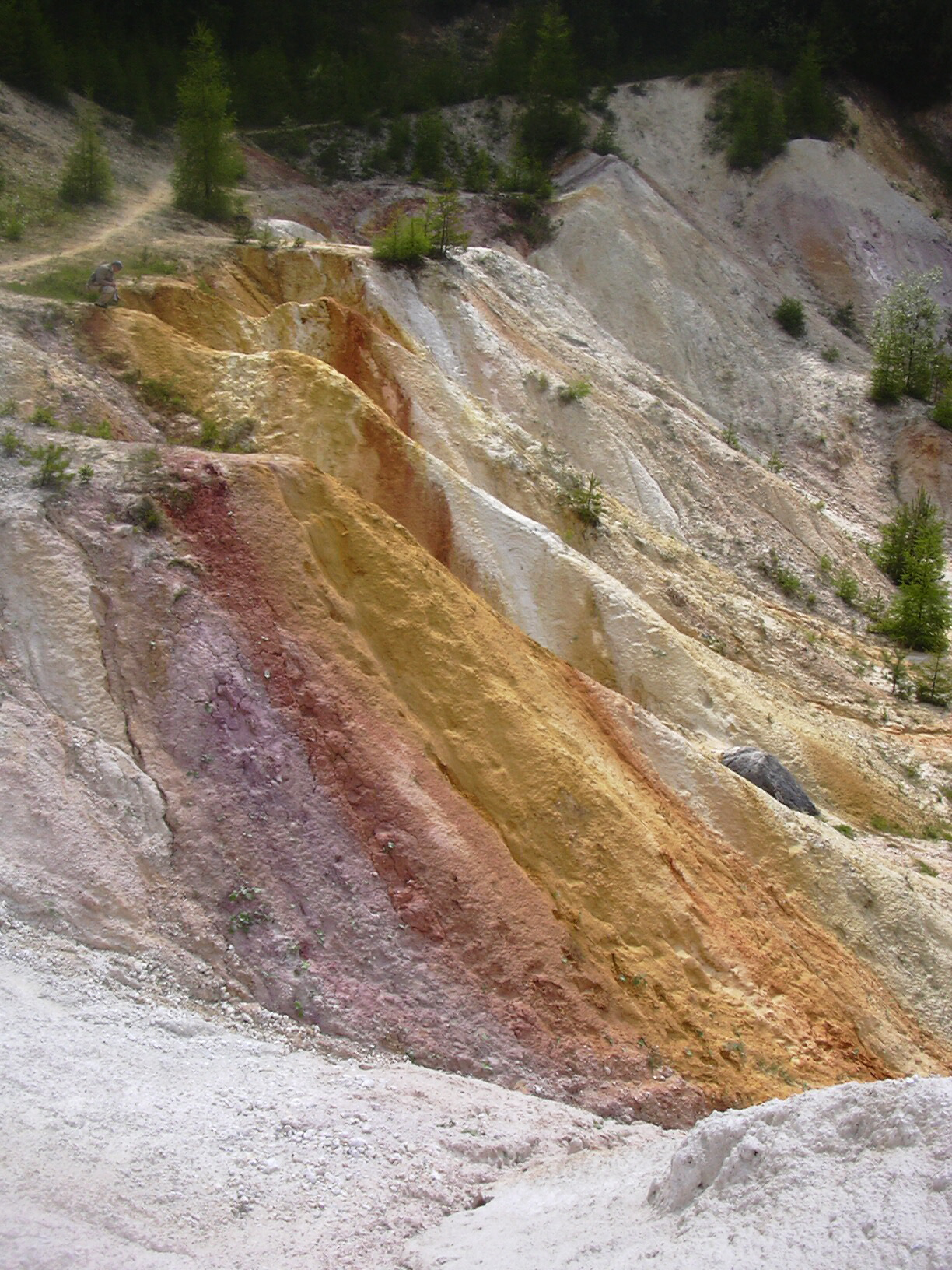
Jílový lom v Rudici.

Největší nálezy kaolinu jsou kolem Znojma a částečně na střední Moravě. Jíl se těží společně s kaolinem.

## Obnovitelné suroviny

### Dřevo
Kolem Šumperka v Olomouckém kraji se těží dřevo (hlavně smrky). Díky tomu se v oblasti nachází dřevozpracující průmysl. Těžbu provozuje společnost Morava Les s.r.o.